# 丘佩
丘佩（西班牙語：Chupe），是南美洲一种浓汤的统称，该料理通常用鸡肉、红肉、羊肉或牛肚等动物内脏，或各式海鲜以及蔬菜、马铃薯或木薯炖制而成。该料理广泛流行于秘鲁、厄瓜多、智利等太平洋沿岸国家，也是秘鲁安第斯山区甜味料理的代表之一。而该料理在安第斯山区的版本通常称被为安第斯丘佩，在当地的集市或大型集会活动中，厨师通常會使用大锅烹煮该料理以满足人群的需求，并搭配葡萄酒食用。
烹饪丘佩的食材通常较为丰富，秘鲁风味的丘佩通常以马铃薯熬制高汤，并加入鱼、肉、奶酪、牛奶、西红柿、辣椒等各色食材炖煮，其中阿雷基帕的虾汤丘佩料理在秘鲁具有代表性；智利的丘佩则在海鲜、奶酪、牛奶、洋葱等食材的基础上，添加没有面包皮的面包、菌菇等食材一起烹煮；而在厄瓜多，当地的丘佩通常會加入鲜虾、油炸鱼类、奶酪及牛油果烹煮。